# Eugenio Angeloni
Eugenio Angeloni (Monte San Savino, XIX secolo – Slovenia, 19 agosto 1917) è stato un militare italiano. Fu decorato con due medaglie d'argento al Valor Militare.

## Biografia
Figlio di Francesco, avvocato e magistrato, e di Adele Fanchiotti, Eugenio Angeloni nacque a Monte San Savino (Arezzo). Dopo aver studiato al convitto Cavour di Firenze entrò per vittoria concorsuale al Collegio militare di Roma e quindi all'Accademia militare di Modena, dove divenne sottotenente dei bersaglieri. Dopo aver frequentato la scuola centrale di tiro a Parma e l'Istituto geografico militare di Firenze, svolse una missione in Libia – in particolare nella zona di Misurata – al seguito di una commissione incaricata di rilievi trigonometrici e topografici. Tornato ammalato in Italia nel luglio 1914 e posto in aspettativa per motivi di salute, allo scoppio della prima guerra mondiale chiese di essere mandato al fronte e venne inviato in Cadore. Promosso capitano, fu impegnato in varie operazioni militari nella zona del Pal Piccolo e in Carnia (1916). In seguito partecipò col 21º battaglione bersaglieri all'avanzata sull'altopiano della Bainsizza. Fu decorato sul campo a San Grado di Merna, sul Carso, il 3 novembre dello stesso anno. Morì colpito da un proiettile di mitragliatrice il 19 agosto 1917. Pochi giorni dopo la morte, fu pubblicata la sua nomina a maggiore.

## Archivio
Il fondo di Eugenio Angeloni è conservato presso la Biblioteca comunale degli Intronati di Siena, alla quale fu donato dal padre Francesco Angeloni nel 1934 insieme alla biblioteca personale. La documentazione va dalla seconda metà dell'Ottocento all'inizio del Novecento.